# Change moi ma vie
Change moi ma vie je francouzský dramatický film z roku 2001, který režírovala Liria Bégéja. Snímek měl světovou premiéru dne 28. listopadu 2001.

## Děj
Nina je herečka středního věku, která se po neúspěšném vztahu snaží vrátit svůj život do starých kolejí. Momentálně je nezaměstnaná a musí brát léky na uklidnění. Při procházce pařížskými ulicemi se jí zatočí hlava. Ve veřejném parku se nakonec v mdlobách zhroutí. Pomůže jí Sami, Alžířan, který běhá v parku. Ale stejně náhle, jak se Sami objevil, zase zmizel.
Po odchodu z nemocnice chce Nina poděkovat svému zachránci. Vydá se ho hledat a je šokována, když najde Samiho jako transvestitu, který si vydělává pouliční prostitucí. Sami byl kdysi nadějným běžcem na dlouhé tratě a doufal, že bude soutěžit na olympijských hrách. Jeho sny se však rozplynuly, začal brát drogy a pracovat jako mužský prostitut.
Navzdory okolnostem a věkovému rozdílu se Nina do Samiho zamiluje a oba se sblíží. Jednoho dne uzavřou dohodu, že si splní své sny, než bude příliš pozdě: Nina chce vrátit svou hereckou kariéru do správných kolejí, Sami přestane s drogami a prostitucí a stane se znovu profesionálním sportovcem. Oba se navzájem podporují a na chvíli se zdá, že jejich dohoda funguje. Sami se však na premiéře nové Nininy hry neobjeví. Místo toho zdrogovaný a opilý běhá po ulicích. Skončí ve svém příbytku, kde se nakonec zhroutí. Umírá v náručí Niny, která pak představí jeho život transvestity v nové hře na jevišti.

## Obsazení
| Fanny Ardant       | Nina          |
| Roschdy Zem        | Sami          |
| Fanny Cottençonová | Nadine        |
| Sami Bouajila      | Fidel         |
| Olivier Cruveiller | Raphaël Dahan |
| Arié Elmaleh       | Leïla         |
| Sébastien Haddouk  | Nabila        |